# Radziłów-Kolonia
Radziłów-Kolonia – kolonia w Polsce położona w województwie podlaskim, w powiecie grajewskim, w gminie Radziłów.
W latach 1975–1998 miejscowość niesołecka administracyjnie należała do województwa łomżyńskiego.